# Janez Vertin
Janez Vertin, tudi Janez Vrtin (angleško John Vertin),  slovenski škof v Združenih državah Amerike, * 17. julij 1844, Dobliče, † 26. februar 1899, Marquette, Michigan, Združene države Amerike.
Janez Vertin je pridobil klasično izobrazbo v gimnaziji v Novem mestu in pri 19-ih letih skupaj z družino prišel v Ameriko. Njegovi pobožni starši so ga predstavili škofu Frideriku Baragi, ki ga je poslal v St. Francis v Wisconsinu, kjer je dokončal teološko izobraževanje. 31. avgusta 1866 je bil posvečen v duhovnika. Bil je zadnji duhovnik, ki ga je škof Baraga posvetil pred svojo smrtjo. Dvanajst let je goreče delal kot župnik, pri čemer je kazal velike pastoralne sposobnosti. 
Po odstopu škofa Ignacija Mraka ga je papež Leon XIII. imenoval za škofa Škofije Marquette in 14. septembra 1879 je v Michiganu prejel škofovsko posvečenje. Potem ko je požar v Marquettu uničil cerkev, ki jo je bil postavil že škof Baraga, je Vertin zgradil novo stolno cerkev v novoromanskem slogu. Skrbel je tudi za gradnjo mnogih drugih cerkva in ustanavljanje katoliških šol. Ko je prišel papežu v Rim poročat o svoji škofiji, je še dvakrat obiskal domovino in rojstno vas Dobliče pri Črnomlju. Veličina njegovega duha in srca se je odražala v vodenju škofije in številnih dobrodelnostih.